# Cophixalus caverniphilus
Espèce
Cophixalus caverniphilus est une espèce d'amphibiens de la famille des Microhylidae.

## Répartition
Cette espèce est endémique de la province des Hautes-Terres méridionales en Papouasie-Nouvelle-Guinée. De découverte récente, elle n'est connue que dans sa localité type sur le versant Nord-Est des monts Muller.

## Description
Cophixalus caverniphilus mesure de 25 à 30 mm pour les mâles et de 29 à 37 mm pour les femelles. Son dos est jaune verdâtre avec des taches irrégulières brun foncé. Son ventre est jaune et présente de petites taches blanc bleuté.

## Étymologie
Son nom d'espèce, caverniphilus, créé à partir du latin caverna, « cavité, grotte », et du grec philos, « qui aime », lui a été donné en référence à son biotope en partie cavernicole.

## Publication originale
- Kraus & Allison, 2009 : New microhylid frogs from the Muller Range, Papua New Guinea. ZooKeys, vol. 26, p. 53-76 (texte intégral).